# ميخائيلو ميخائيلوفيتش يعقوبوفيتش
ميخائيلو ميخائيلوفيتش يعقوبوفيتش (بالأوكرانية: Якубович Михайло Михайлович)، من مواليد أوكرانيا عام 1986 - دكتور في تأريخ ومقارنة الأديان، وباحث في علوم القرآن والعقيدة من جامعة Ostroh Academy في أوكرانيا. له كثير من المقالات والكتب في مفهوم الإسلامي للديانات أخرى وتفسير القرآن الكريم وصلة العقل والنقل لدي علماء الإسلام في قرن الوسطي ومنهج السلف الصالح في العقيدة. ترجم معاني القرآن الكريم وبعض كتب الإسلامية الي اللغة الأوكرانية. طبع بعض ابحاثه في مجالات العلمية بالسعودية ومصر وإنجلترا وبولندا.